# الفبای تای
الفبای تای (تایلندی: อักษรไทย) یک ابوگیدا است که برای زبان تایلندی، زبان تایلندی جنوبی و بسیاری از زبان های دیگر که در تایلند صحبت می شود، به کار می رود.